# Haverhill (Iowa)
Haverhill es una ciudad ubicada en el condado de Marshall en el estado estadounidense de Iowa. En el Censo de 2010 tenía una población de 173 habitantes y una densidad poblacional de 506,03 personas por km².

## Geografía
Haverhill se encuentra ubicada en las coordenadas 41°56′39″N 92°57′39″O / 41.94417, -92.96083. Según la Oficina del Censo de los Estados Unidos, Haverhill tiene una superficie total de 0.34 km², de la cual 0.34 km² corresponden a tierra firme y (0%) 0 km² es agua.

## Demografía
Según el censo de 2010, había 173 personas residiendo en Haverhill. La densidad de población era de 506,03 hab./km². De los 173 habitantes, Haverhill estaba compuesto por el 99.42% blancos, el 0% eran afroamericanos, el 0% eran amerindios, el 0% eran asiáticos, el 0% eran isleños del Pacífico, el 0% eran de otras razas y el 0.58% pertenecían a dos o más razas. Del total de la población el 0% eran hispanos o latinos de cualquier raza.